# هيكتور سوتو
هيكتور سوتو (بالإنجليزية: Héctor Soto) (20 يونيو 1978 في الولايات المتحدة - ) هو لاعب كرة طائرة الولايات المتحدة في مركز مهاجم ‏.

## وصلات خارجية
- هيكتور سوتو على موقع عالم الكرة الطائرة (الإنجليزية)
- هيكتور سوتو على موقع دوري الدرجة الأولى الإيطالي للكرة الطائرة - رجال (الإيطالية)